# Ataque de Outubro de 2016 em Sinai
O ataque de Outubro de 2016 em Sinai foi um ataque terrorista num posto de controlo do exército egípcio, na cidade rural de Bir al-Abd, Egipto (localizado a 40 quilómetros a oeste de Al-Arish), no dia 14 de Outubro de 2016. Um grupo de militantes armados com espingardas de assalto, armas mais pesadas e quatro viaturas motorizadas atacaram um ponto de controlo do Exército Egípcio, enquanto tiros de morteiro e foguetes foram disparados, direccionados para o posto de controlo. Em resposta, as forças militares egípcias mataram cerca de 15 militantes após o ataque. O ramo Wilayat Sinai, do Estado Islâmico, reivindicou a responsabilidade em uma publicação mais tarde no mesmo dia.
De acordo com Al Jazeera, Bir al-Abd até agora tem sido, em grande parte, poupada da violência que afectou o norte do Sinai por insurgentes, após o golpe de estado em 2013.

## Ataque
O ataque começou no início da manhã, quando os militantes se aproximaram e atacaram o posto de controlo militar. O ataque resultou na morte de 12 soldados do exército egípcio e feriu outros seis.
O porta-voz do exército egípcio disse em uma declaração que os soldados entraram em confronto com os terroristas no norte do Sinai. Um oficial da polícia e um médico disseram à Agence France-Presse que tiros de morteiro e foguetes foram disparados pelos terroristas contra o posto do exército. As autoridades egípcias disseram ainda que o ataque não iria fazer com que os militares deixassem de proteger o seu poso. O exército egípcio matou pelo menos 15 terroristas em resposta ao ataque.

## Responsabilidade
O ramo do Estado Islâmico, Wilayat Sinai, rapidamente se responsabilizou pelo ataque, num comunicado publicado no aplicativo de mensagens sociais Telegram. A declaração dizia que os seus "soldados" estavam "seguros e sãos", e que haviam tomado armas e munições das forças armadas egípcias durante o ataque ao posto de controlo militar.